# Sogod
Sogod é um município de  segunda classe de renda municipal (d) na província Leyte do Sul, nas Filipinas. De acordo com o censo de 1 de maio  de  2020 possui uma população de 47 552 pessoas e 10 959 domicílios.